# Sztolnia wodna

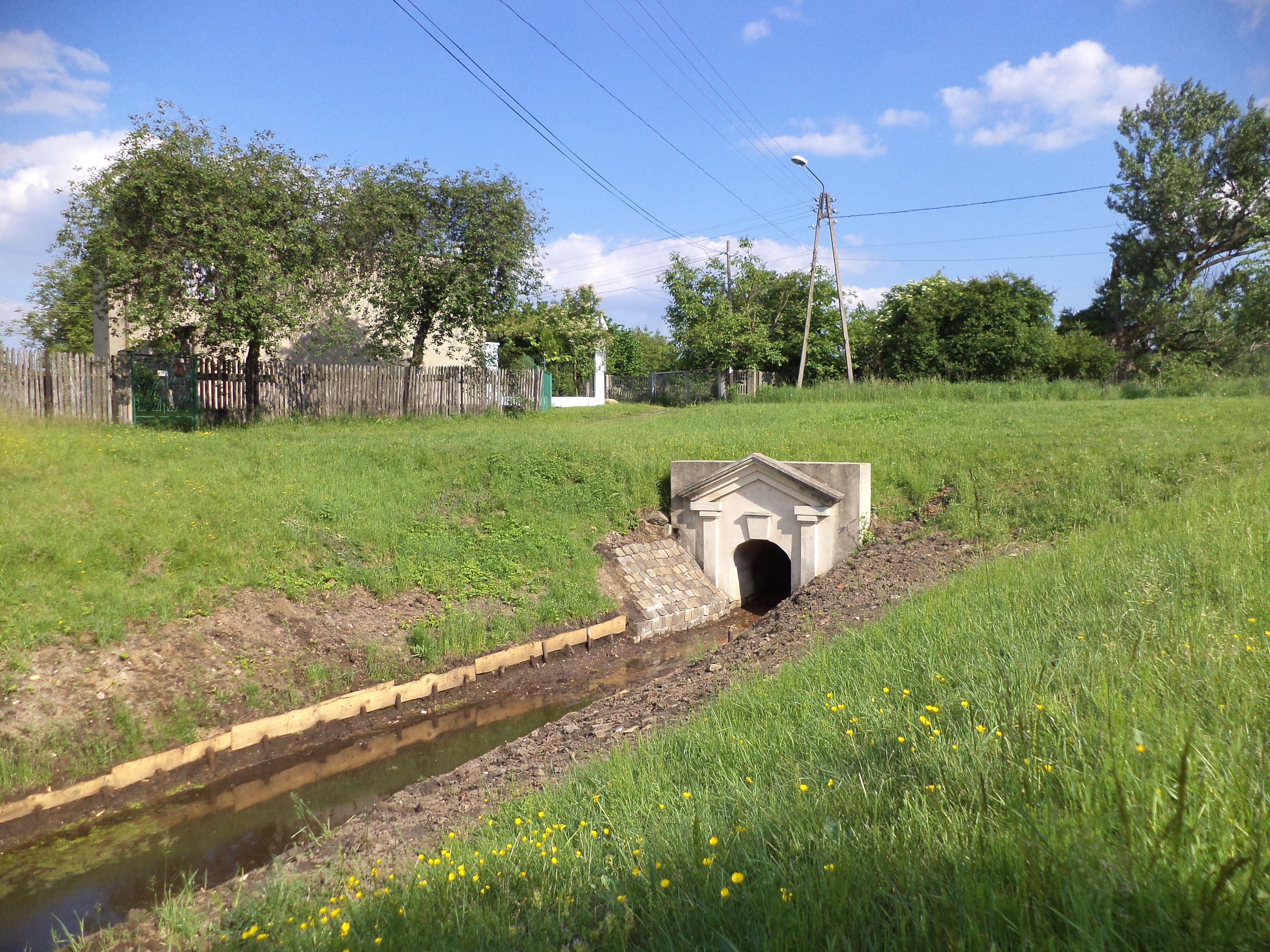
Odtworzone ozdobne okno i roznos sztolni „Gotthelf” z 1806 w Tarnowskich Górach

Sztolnia wodna – w górnictwie sztolnia, którą odprowadza się wodę z kopalni na powierzchnię.
W przeszłości sztolnie te miały ogromne znaczenie dla funkcjonowania zakładów górniczych, chroniąc je przed zatopieniem stale napływającymi wodami podziemnymi. Ze względu na grawitacyjny spływ wody sztolnie te musiały bezpośrednio sięgać najniżej położonych, eksploatowanych pokładów, co z kolei wpływało na ich długość, sięgającą często kilkunastu kilometrów. Dlatego budowano je jako kluczowe przedsięwzięcie kopalni (lub zespołu kopalń) – zwykle ogromnymi nakładami i przez wiele lat (stąd "Sztolnia Kluczowa", w odróżnieniu od innych, pobocznych sztolni, często również odprowadzających wody). W gwarectwach tzw. starego prawa sztolnie wodne były drążone i utrzymywane kosztem wszystkich gwarków, posiadających kuksy (czyli udziały) w danej górze (czyli kopalni). Udziały te były dziedziczne, a wraz z nimi obowiązki dotyczące sztolni (stąd "Sztolnia Dziedziczna").
Przykładem takiej sztolni jest np. Główna Kluczowa Sztolnia Dziedziczna na Górnym Śląsku, której wylot znajduje się w Zabrzu.
Sztolnie wodne budowano drążąc skały pod górę – od wylotu, zwanego oknem (często ozdobnie obmurowanego) oraz poprzez coraz głębsze szyby, zwane świetlikami, rytmicznie rozmieszczone wzdłuż jej przebiegu. Przed oknem wykopywano otwarty kanał odprowadzający wody sztolniowe, nazywany roznosem (będący przedłużeniem biegu sztolni), który uchodził do pobliskiej rzeki lub stawu.